# Léon de Sousberghe
Pour les autres membres de la famille, voir Famille de Clerque Wissocq de Sousberghe.
Compléments
De Sousberghe est un pionnier de l'art et civilisation du Congo, particulièrement des Pendes
Léon de Clerque-Wissocq de Sousberghe, connu comme Léon de Sousberghe, né le 25 octobre 1903 au château de Conjoux à Conneux en Belgique et décédé le 30 mars 2006 à Bruxelles, à l'âge de 102 ans, est un prêtre jésuite belge, ethnologue et anthropologue. Il est l'auteur de nombreux ouvrages d'ethnographie et anthropologie africaine, dont les plus connus sont L’art pende en 1958 et Don et contre-don de la vie. Structure élémentaire de la parenté et union préférentielle en 1986.

## Biographie

### Jeunesse et études
Issu d’une ancienne famille noble belge le jeune Léon de Sousberghe est envoyé, durant la Première Guerre mondiale, faire ses humanités secondaires d'abord à Paris, puis sur l'île de Jersey. En 1918, il poursuit ses études au collège jésuite de Marmoutier, à Tours, où il passe le baccalauréat français en Lettres et Philosophie.
De retour en Belgique, Sousberghe entame des  études supérieures à l'université catholique de Louvain (UCL). Il y décroche un doctorat en philosophie en 1929 et un doctorat en droit en 1930. La même année, il entre au noviciat des jésuites. Il est ordonné prêtre en 1936. Pendant quelques années il enseigne le droit et la législation sociale à l’institut supérieur Saint Ignace d’Anvers. En 1939 il est mobilisé et durant la guerre est fait prisonnier en tant qu’aumônier militaire des forces alliées.

### Tournant vers l’ethnologie
En 1950 ses supérieurs religieux acceptent et reconnaissent la valeur ce qui était de longue date le profond souhait de Léon de Sousberghe : l’ethnographie. Il est envoyé à Londres pour être formé à l’école de Daryll Forde, au département d'anthropologie de l'University College de Londres. À partir de 1951, de Sousberghe devient un chercheur professionnel.
Ses premières recherches se font parmi le peuple des Bapendé du Congo belge où il connait plusieurs confrères jésuites, missionnaires dans la région. Il y passe trois ans, de 1951 à 1953. Il y retourne de 1955 à 1957. Ses recherches sont financées par l’Académie royale belge de sciences coloniales. Le fruit de sa recherche est publié dans ce qui restera son magnum opus, l’Art Pende (en 1958), réédité plusieurs fois par après.
De 1960 à 1962, il est professeur d'anthropologie sociale à l'université ibéro-américaine au Mexique. En 1963, il enseigne à l'Université Lovanium récemment fondée à Kinshasa et à l'Université Lumière de Bujumbura au Burundi. Même si sa compétence est recherchée par les universités, Sousberghe restera toujours plutôt chercheur qu’enseignant. De 1965 à 1967 il se trouve à nouveau sur le terrain, sa prédilection, cette fois parmi les Havus et Nyangas du Burundi.

### Recherches sur les structures de parenté
L. de Sousberghe concentra ses recherches sur la parenté et le mariage dans les tribus africaines. Le point culminant de son travail comparatif sur les définitions de l'inceste apparaît dans Don et contre-don de la Vie (1986) pour lequel il reçoit le Prix Georges-Bruel de Académie des sciences d'outre-mer à l'âge de 82 ans.
Sousberghe critique les définitions données par Claude Lévi-Strauss de la structure élémentaire de l'échange des femmes, de la prohibition de l'inceste à partir d'exemples d'Afrique centrale. Il reproche à Lévi-Strauss d'avoir éludé la notion de consanguinité et l'importance de l'enfant. Il démontre l’existence de sociétés préférant les unions (union préférentielle) à forte consanguinité.

### Recherches sur l'art pende
Sous la colonisation, Léon de Sousberghe a compris que la culture africaine était moribonde. Comme d'autres ethnographes, il entreprit de nombreuses monographies pour décrire et comprendre les cultures locales. Il s'est profondément intéressé au peuple et à l'art pende.
Il sera pour quelques années le directeur des musées royaux d'art et d'histoire à Bruxelles. En 2001 – il a 98 ans ! - il dirige un séminaire sur «Ethnographie générale et congolaise» à l'Université libre de Bruxelles.
Daniel Biebuyck écrit que L'art pende est le « seul ouvrage majeur sur les arts d'un seul groupe ethnique ».
Sousberghe avait demandé à Zoe Strother que ce soit elle qui écrive sa nécrologie ; ce qu'elle a fait dans un article en 2007, où elle écrit que Luc de Heusch aurait dit de Léon de Sousberghe qu'il était « l'un des pionniers de l'étude de l'art congolais ». 

## Œuvres

### Livres et monographies
- L'art pende (illustré de 372 photos. et dessins dont 125 de l'auteur), Palais des académies, 1958, 165p.
- Don et contre-don de la vie: Structure élémentaire de parenté et union préférentielle, St. Augustin, Anthropos-Institut, 1986. 155p.

- Prix Georges-Bruel de l’Académie des sciences d’outre-mer.
- Structures de parenté et d'alliance d'après les formules Pende (ba-Pende, Congo belge), J. Duculot, 1955, 92p.
- Les danses rituelles mungonge et kela des ba-Pende (Congo belge), Académie royale des sciences coloniales, 1956, 62p.
- Pactes de sang et pactes d’union dans la mort chez quelques peuplades du Kwango, Gembloux, Éd. J. Duculot, 1960.
- Deux palabres d'esclave chez les Pende (province de Léopoldville, 1956), 1961, 87p.
- Les Pende: aspects des structures sociales et politiques, Université de Bujumbura, 1963, 78p.
- Les Unions entre cousins croisés. Une comparaison des systèmes du Rwanda-Burundi avec ceux du Bas-Congo, Bruxelles, Desclée de Brouwer, 1968, 120p., (dans la coll. Museum Lessianum (Section missiologique), no 50).
- Unions consécutives entre apparentés : une comparaison de systèmes du Bas-Congo et de la région des Grands-Lacs Desclée de Brouwer. Paris, 1969
- Époux, alliés et consanguins chez les Yaka du Sud. Bujumbura, 1965

### Articles
- Essai de philosophie du primitif, dans Revue de l'Aucam (1936) n.4, p. 122-133.
- A propos de ‘La philosophie bantoue, dans Zaïre (Bruxelles) no 5, 1951, p. 821-828. Repris dans A. J. Smett: Philosophie africaine: Textes choisis II et Bibliographie sélective. Kinshasa, 1975. p. 289-297.
- De la signification de quelques masques Pende: Shave des Shona et Mbuya des Pende",In Zaire Vol 14. 1963. Pp 505-531.
- Découverte des 'tours' construites par les Pende sur le Haut-Kwango  In : Bulletin de l'Académie Royale des Sciences coloniales, t. IV, n°7, 1958, pp. 1334-1335.
- Régime foncier ou tenure des terres chez les Pende. In : Bulletin de l'Académie Royale des Sciences Coloniales, vol. IV, no 7, p. 1346-1352
- Le suicide chez les ba-Pende, dans Bull. IRCB. 25 (1954), no 1, p. 372-378.
- Etuis péniens ou gaines de chasteté chez les ba-Pende, dans Africa, (1954), 24p.
- L'étude du droit coutumier indigène; Méthode et obstacles, dans Zaïre 9 (1955), p. 339-358.
- Cases cheffales sculptées des ba-Pende, (extrait du Bulletin de la Société royale belge d'Anthropologie et de Préhistoire, 1955, tome LXV, séance du 29 mars 1954), Imprimerie Administrative, 1954.
- (avec C. Uribe) Nomenclature et structure de parenté des Indiens Tzeltal (Mexique), dans L'Homme, 1962, tome 2 no 3. p. 102-120.
- (avec C. Uribe) Nomenclature et structure de parenté chez les Maya du Yucatan. In: L'Homme, 1963, tome 3 no 2. p. 77-112.
- Union structurale et alliance en Afrique Centrale, dans Anthropos 68, 1973, p. 1-92.
- Structures de parenté des Sena Gorongosa (Mozambique). In: L'Homme, 1965, tome 5 no 1. p. 94-101.
- Note complémentaire sur la parenté chez les Sena (Mozambique). In: L'Homme, 1966, tome 6 no 2. p. 112-114.
- L'immutabilité des relations de parenté par alliance dans les sociétés matrilinéaires du Congo. In: L'Homme, 1966, tome 6 no 1. p. 82-94.
- L'indissolubilité des unions entre apparentés au Bas-Zaïre Uppsala University. Occasional Papers. 1976
- Yaka of Kwango - Ethnodemography - French - DENIS,J"". In : "AFRICA Y, Edinburgh University Press". 1966, vol. 36, No. 1, pages 104-105. Externalid  A1966ZC26200019  (ISSN 0001-9720)
- Les danses rituelles mungonge et kela des ba - Pende (Congo belge)"" In : "Académie Royale des Sciences d'Outre-Mer (ARSOM)", Bruxelles. 1956.   62 p.
- Classes ou générations nobles chez les Sâ. In : "Académie Royale des Sciences d'Outre-Mer (ARSOM), Bulletin des Séances", Vol. 12 no 4 (1966). p. 675-702.
- Miscellanea ethnographica. Musée Royal de l'Afrique Centrale. 1963
- Le problème de l'anthropologie: Repenser et ré-observer la parenté et le mariage. In : Anthropos, vol.70, no 3-4, 1975, p. 461-512